# Сезон ФК «Чорноморець» (Одеса) 2019—2020
Сезон ФК «Чорноморець» (Одеса) 2019–2020 — 29-й сезон одеського футбольного клубу «Чорноморець» у чемпіонатах / кубках України, та 82-й сезон в історії клубу.

## Клуб
|                                        | \| Посада \| Iм'я \| \| -------------------------------------- \| ----------------------------------------------------------------------------------- \| \| Головний тренер \| Сергій Ковалець[A 1] Остап Маркевич[A 2] Віталій Старовік[A 3] Ангел Червенков[A 4] \| \| Тренер \| Олексій Антонов[A 5] \| \| Тренер \| В'ячеслав Нівінський[A 6] \| \| Тренер воротарів \| Євген Боровик[A 7] \| \| Старший тренер «Чорноморця-2» \| Андрій Ущаповський[A 8] \| \| Тренер «Чорноморця-2» \| Геннадій Ніжегородов[A 9] \| \| Тренер «Чорноморця-2» \| Павло Таран[A 10] \| \| Тренер воротарів «Чорноморця-2» \| Євген Ширяєв[A 11] \| \| Тренер по фізпідготовці «Чорноморця-2» \| Вікторія Самар[A 11] \| \| Тренер-методіст \| Валерій Поркуян \| |
| Посада                                 | Iм'я |
| Головний тренер                        | Сергій Ковалець Остап Маркевич Віталій Старовік Ангел Червенков |
| Тренер                                 | Олексій Антонов |
| Тренер                                 | В'ячеслав Нівінський |
| Тренер воротарів                       | Євген Боровик |
| Старший тренер «Чорноморця-2»          | Андрій Ущаповський |
| Тренер «Чорноморця-2»                  | Геннадій Ніжегородов |
| Тренер «Чорноморця-2»                  | Павло Таран |
| Тренер воротарів «Чорноморця-2»        | Євген Ширяєв |
| Тренер по фізпідготовці «Чорноморця-2» | Вікторія Самар |
| Тренер-методіст                        | Валерій Поркуян |

2 липня 2019 року Віталій Старовік став новим помічником Ангела Червенкова. Він змінив на цій посаді Володимира Пятенко.
16 вересня 2019 року Ангел Червенков залишив посаду головного тренера команди за обопільною згодою сторін. Віталій Старовік був призначений виконуючим обов'язки головного тренера. 14 жовтня 2019 року «Чорноморець» призначив на посаду головного тренера Остапа Маркевича. 17 жовтня 2019 року «Чорноморець» покинули тренер воротарів Володимир Тименко і тренер по фізпідготовці Роман Чуприна. Новими помічниками Остапа Маркевича стали Сергій Атласюк, Андрій Ущаповський і Ігор Шуховцев. 21 жовтня 2019 року у тренерському складі «Чорноморця-2» відбулися зміни. Андрій Ущаповський був призначен на посаду старшого тренера «Чорноморця-2». Контракт з його попередником на цій посаді Альбертом Ковальовим був розірваний з обопільної згоди сторін. Працювати в СДЮШОР «Чорноморець» перейшли помічники Ковальова Віталій Старовик і В'ячеслав Єремеєв. 24 жовтня 2019 року Геннадія Ніжегородова призначено помічником Андрія Ущаповського в «Чорноморці-2». 13 травня 2020 року Сергій Ковалець був призначений новим головним тренером першої команди. 16 травня 2020 року Олексій Антонов став асистентом Сергія Ковальця. 29 травня 2020 року екс-голкіпер ряду українських клубів Євген Боровик став новим тренером воротарів «Чорноморця». 9 липня 2020 року асистентом Сергія Ковальця в тренерському штабі «моряків» став В'ячеслав Нівінський, який до 8 липня 2020 працював у київському «Оболонь-Бровар».

## Склад

### Пішли з клубу
| Дата                                | Позиція     | Футболіст            | Наступний клуб           | Умови             |
| ----------------------------------- | ----------- | -------------------- | ------------------------ | ----------------- |
| Літнє трансферне вікно (2019)       |             |                      |                          |                   |
| 10 червня 2019                      | нападник    | Арні Вільг’яльмссон  | «Термаліка» (Нецеча)     | завершення оренди |
| 17 червня 2019                      | півзахисник | Євген Морозенко      | «Верес» (Рівне)          | вільний агент     |
| 20 червня 2019                      | захисник    | Андрій Міщенко       | «СКА-Хабаровськ»         | вільний агент     |
| 22 червня 2019                      | півзахисник | Руслан Бабенко       | «Ракув» (Ченстохова)     | вільний агент     |
| 24 червня 2019                      | воротар     | Сергій Літовченко    | «Динамо» (Тбілісі)       | вільний агент     |
| 8 липня 2019                        | півзахисник | Артем Чорній         | «Інгулець» (Петрове)     | вільний агент     |
| 8 липня 2019                        | захисник    | Іван Трубочкін       | «Олімпік» (Донецьк)      | вільний агент     |
| Осінь 2019                          |             |                      |                          |                   |
| 21 жовтня 2019                      | воротар     | Дмитро Безотосний    |                          | вільний агент     |
| 23 жовтня 2019                      | нападник    | Володимир Коваль     | «Німан» (Гродно)         | вільний агент     |
| 23 жовтня 2019                      | півзахисник | Максим Войтіховський | «Шахтар» (Донецьк)       | вільний агент     |
| 11 листопада 2019                   | захисник    | Денис Васільєв       | «Машал» (Мубарек)        | вільний агент     |
| 11 листопада 2019                   | нападник    | Василь Павлов        |                          | вільний агент     |
| Зимове трансферне вікно (2019/2020) |             |                      |                          |                   |
| 26 листопада 2019                   | захисник    | Олександр Голіков    | «Оболонь-Бровар» (Київ)  | вільний агент     |
| 26 листопада 2019                   | нападник    | Олександр Ковпак     | «Полісся» (Житомир)      | вільний агент     |
| 26 листопада 2019                   | півзахисник | Андрій Ткачук        | «Минай»                  | вільний агент     |
| 26 листопада 2019                   | захисник    | Олег Остапенко       | «Нива» (Вінниця)         | вільний агент     |
| 9 грудня 2019                       | нападник    | Богдан Коваленко     | «Черкащина» (Черкаси)    | вільний агент     |
| 9 грудня 2019                       | захисник    | Дмитро Рижук         | ФК «Мінськ»              | вільний агент     |
| 12 грудня 2019                      | півзахисник | Костянтин Ярошенко   | «Альянс» (Липова Долина) | вільний агент     |
| 18 грудня 2019                      | півзахисник | Віталій Гошкодеря    | «Олімпік» (Донецьк)      | вільний агент     |
| 18 грудня 2019                      | півзахисник | Володимир Танчик     | «Карпати» (Львів)        | вільний агент     |
| 21 грудня 2019                      | півзахисник | Володимир Аржанов    | «Вікторія» (Миколаївка)  | вільний агент     |
| 12 січня 2020                       | півзахисник | Микола Мусолітін     | «Валмієра»               | вільний агент     |
| 12 січня 2020                       | воротар     | Андрій Кожухар       | «Валмієра»               | вільний агент     |
| 31 січня 2020                       | захисник    | Гліб Грачов          | «СКА-Хабаровськ»         | вільний агент     |
| Травень 2020                        |             |                      |                          |                   |
| 23 травня 2020                      | півзахисник | Олексій Зінкевич     | «Нива» (Тернопіль)       | вільний агент     |
| 23 травня 2020                      | півзахисник | Денис Норенков       | «Волинь» (Луцьк)         | вільний агент     |
| 28 травня 2020                      | захисник    | Михайло Калугін      | «Рух» (Львів)            | вільний агент     |
| Серпень 2020                        |             |                      |                          |                   |
| 3 серпня 2020                       | півзахисник | Денис Янаков         | «Зоря» (Луганськ)        | → оренда          |

### Прийшли в клуб
| Дата                                | Позиція     | Футболіст          | Попередній клуб                 | Умови             |
| ----------------------------------- | ----------- | ------------------ | ------------------------------- | ----------------- |
| Літнє трансферне вікно (2019 р.)    |             |                    |                                 |                   |
| 10 липня 2019                       | воротар     | Дмитро Безотосний  | «Габала»                        | вільний агент     |
| 10 липня 2019                       | півзахисник | Костянтин Ярошенко | КПВ (Коккола)                   | вільний агент     |
| 17 липня 2019                       | захисник    | Денис Васільєв     | «Верея» (Стара Загора)          | вільний агент     |
| 17 липня 2019                       | захисник    | Сергій Воронін     | «Львів»                         | вільний агент     |
| 17 липня 2019                       | нападник    | Богдан Коваленко   | «Даугавпілс»                    | вільний агент     |
| 25 липня 2019                       | півзахисник | Андрій Ткачук      | «Атирау»                        | вільний агент     |
| 1 вересня 2019                      | нападник    | Олександр Ковпак   | «Арсенал-Київ»                  | вільний агент     |
| Зимове трансферне вікно (2019/2020) |             |                    |                                 |                   |
| 2 січня 2020                        | півзахисник | Олексій Зінкевич   | «Агробізнес» (Волочиськ)        | не розголошується |
| 3 січня 2020                        | воротар     | Олексій Паламарчук | «Балкани» (Зоря)                | не розголошується |
| 4 січня 2020                        | захисник    | Віктор Лиховидько  | «Гірник-Спорт» (Горішні Плавні) | не розголошується |
| 5 січня 2020                        | захисник    | Євгеній Зубейко    | «Мінськ»                        | не розголошується |
| 7 січня 2020                        | півзахисник | Владислав Клименко | «Інгулець» (Петрове)            | не розголошується |
| 30 січня 2020                       | захисник    | Станіслав Микицей  | «Єлгава»                        | не розголошується |
| 30 січня 2020                       | воротар     | Богдан Курилко     | «Кристал» (Херсон)              | не розголошується |
| 4 лютого 2020                       | захисник    | Андрій Слінкін     | МФК «Миколаїв»                  | не розголошується |
| 4 лютого 2020                       | півзахисник | Артур Авагімян     | «Алашкерт» (Мартуні)            | не розголошується |
| 4 лютого 2020                       | півзахисник | Кирило Сіліч       | «Дайнава» (Алітус)              | не розголошується |
| 4 лютого 2020                       | півзахисник | Станіслав Іваник   |                                 | не розголошується |
| 6 лютого 2020                       | півзахисник | Ігор Сікорський    | «Агробізнес» (Волочиськ)        | не розголошується |
| 19 лютого 2020                      | воротар     | Віталій Мирний     | «Андижан»                       | не розголошується |
| 21 лютого 2020                      | захисник    | Михайло Калугін    | «Дніпро» (Могильов)             | не розголошується |
| 21 лютого 2020                      | нападник    | Роман Яловенко     | «Авангард» (Бзів)               | не розголошується |
| 21 лютого 2020                      | півзахисник | Денис Янаков       | «Арсенал-Київ»                  | → оренда          |
| Липень 2020                         |             |                    |                                 |                   |
| 10 липня 2020                       | захисник    | Олег Остапенко     | СФК «Нива» (Вінниця)            | не розголошується |
| 10 липня 2020                       | півзахисник | Андрій Стрижак     | «Ворскла» (Полтава)             | не розголошується |

## Хронологія сезону

### Липень2019
- 27 липня 2019 р. «Чорноморець» вдало розпочав новий сезон. У грі першого туру національної першості серед команд першої ліги одеська команда грала в Черкасах, де перемогла місцевий клуб «Черкащина-Академія» з рахунком 3:1. Свій перший гол у складі «моряків» забив Костянтин Ярошенко[50].

### Серпень2019
- 3 серпня 2019 р. Матч другого туру чемпіонату України «моряки» грали вдома, де вони обіграли команду «Гірник-Спорт» (Горішні Плавні) з рахунком 3:1[51].
- 10 серпня 2019 р. У грі третього туру національної першості «Чорноморець» грав в селі Минай, де програв однойменному місцевому клубу з рахунком 0:1[52]. Це була перша поразка «Чорноморця» в офіційних матчах поточного сезону.
- 17 серпня 2019 р. Матч четвертого туру чемпіонату України «моряки» грали вдома, де з рахунком 0:1 програли клубу «Авангард» з міста Краматорськ[53]. Вперше у поточному сезоні одеська команда програла офіційний матч на своєму полі.
- 24 серпня 2019 р. У грі п'ятого туру національної першості «Чорноморець» грав в Луцьку, де програв місцевій «Волині» з рахунком 2:3. Це була третя поспіль поразка одеської команди у поточному сезоні[54].
- 30 серпня 2019 р. Матч шостого туру чемпіонату України «моряки» грали вдома, де з рахунком 3:2 перемогли команду «Прикарпаття» (Івано-Франківськ)[55]. Це була третя поспіль перемога одеської команди у поточному сезоні коли вона забила три голи.

### Вересень2019
- 4 вересня 2019 р. У грі сьомого туру національної першості «Чорноморець» зіграв 0:0 в місті Миколаїв з місцевою однойменною командою[56].
- 8 вересня 2019 р. Матч восьмого туру чемпіонату України «моряки» грали у Львові, де з рахунком 0:2 програли місцевому клубу «Рух»[57].
- 14 вересня 2019 р. У грі дев'ятого туру національної першості «Чорноморець» вдома з рахунком 0:1 програв клубу «Оболонь-Бровар»[58].
- 21 вересня 2019 р. Матч десятого туру чемпіонату України «моряки» грали у Полтаві[59], де з рахунком 4:2 переграли команду «Кремінь» (Кременчук). Це був перший офіційний матч одеської команди під керівництвом Віталія Старовіка[60].
- 25 вересня 2019 р. Одеська команда програла з рахунком 0:1 гру 1/16 фіналу Кубка України 2019/20 проти команди «Миколаїв» і вибула з цього турніру.
- 29 вересня 2019 р. У грі одинадцятого туру національної першості «Чорноморець» вдома з рахунком 0:3 програв клубу «Інгулець»[61]. Вперше у сезоні «моряки» зазнали поразки з великим рахунком.

### Жовтень2019
- 2 жовтня 2019 р. Одеська команда розпочала жовтень 2019 року товариською грою у Кишиніві, де вона зіграла 1:1 проти збірної клубів Молдови[62].
- 5 жовтня 2019 р. Матч дванадцятого туру чемпіонату України «моряки» грали у селі Зоря, де вони зустрічалися з клубом «Балкани». Hа 71-й хвилині за рахунку 1:1 ігру було перервано через бійку[63][64].
- 12 жовтня 2019 р. У грі тринадцятого туру національної першості «Чорноморець» вдома зіграв 0:0 проти харківського клубу «Металіст 1925»[65].
- 19 жовтня 2019 р. Матч чотирнадцятого туру чемпіонату України «моряки» грали у місті Волочиськ, де вони з рахунком 0:2 програли місцевому клубу «Агробізнес». Це був перший офіційний матч одеської команди під керівництвом Остапа Маркевича[66].
- 26 жовтня 2019 р. У грі п'ятнадцятого туру національної першості «Чорноморець» вдома з рахунком 1:0 переграв запорізький «Металург»[67]. Свій перший гол у складі «моряків» забив Андрій Ткачук.
- 30 жовтня 2019 р. «Чорноморець» i «Балкани» дограли матч дванадцятого туру чемпіонату України якій було перервано через бійку. Гра закінчилась з рахунком 1:1[68].

### Листопад2019
- 3 листопада 2019 р. У грі шостнадцятого туру національної першості «Чорноморець» вдома з рахунком 2:1 переміг команду «Черкащина-Академія»[69]. Свої перші голи у складі одеської команди забили Денис Норенков i Владислав Хамелюк.
- 9 листопада 2019 р. Матч сімнадцятого туру чемпіонату України «моряки» грали у місті Горішні Плавні, де вони з рахунком 0:3 програли місцевому клубу «Гірник-Спорт»[70].
- 16 листопада 2019 р. У грі вісімнадцятого туру національної першості «Чорноморець» вдома зіграв 1:1 проти команди «Минай»[71].
- 23 листопада 2019 р. Останній офіційний матч 2019 року «моряки» грали у місті Краматорськ, де у зустрічі дев'ятнадцятого туру чемпіонату України вони з рахунком 1:3 програли місцевому клубу «Авангард»[72]. Свій перший гол у складі одеської команди забив Андрій Штогрін.

### Березень2020
- 17 березня 2020 р. Україна перервала національні змагання з футболу через пандемію коронавірусу[73][74].

### Травень2020
- 21 травня 2020 р. На раді ПФЛ представники клубів першої ліги проголосували проти догравання чемпіонату України серед команд першої ліги за регламентом у повному вигляді[75].

### Червень2020
- 12 червня 2020 р. Виконком УАФ затвердив рішення про продовження першої і завершення другої ліги чемпіонату України 2019/20, прийняті 11 червня 2020 року на конференції ПФЛ[76].
- 25 червня 2020 р. Перший офіційний матч 2020 року «моряки» грали вдома, де у зустрічі двадцятого туру чемпіонату України з рахунком 5:2 розгромили луцьку «Волинь»[77]. Сергій Ковалець був визнан найкращим тренером 20-го туру у першій лізі[78]. Свої перші голи у складі одеської команди забили Авагімян, Клименко, Янаков, Яловенко (2). «Sport Arena» в співпраці з компанією «Wyscout» включила в символічну збірну 20-го туру першої ліги півзахисників «Чорноморця» Владислава Клименко і Максима Брагару, а форвард Роман Яловенко, що забив за 11 ігрових хвилин матчу з «Волинню» два голи, став «джокером» туру[79]. Вперше у сезоні «Чорноморець» здобув перемогу з великим рахунком.
- 30 червня 2020 р. У грі 21-го туру національної першості «Чорноморець» у місті Івано-Франківськ з рахунком 1:0 обіграв місцевий клуб «Прикарпаття»[80]. «Sport Arena» в співпраці з компанією «Wyscout» включила в символічну збірну 21-го туру першої ліги лівого захисника «Чорноморця» Андрія Слінкіна[81], а нападник Андрій Штогрін, забивший переможний м'яч у матчі проти «Прикарпаття», був визнан найкращим молодим гравцем туру[82].

### Липень2020
- 5 липня 2020 р. Матч 22-го туру чемпіонату України «моряки» вдома зіграли 0:0 проти команди МФК «Миколаїв»[83].
- 11 липня 2020 р. У грі 23-го туру національної першості «Чорноморець» вдома зіграв внічию (2:2) зі львівським клубом «Рух». Свій перший гол у складі одеської команди забив Максим Брагару[84]. «Sport Arena» в співпраці з компанією «Wyscout» включила в символічну збірну 23-го туру першої ліги центрального півзахисника «Чорноморця» Владислава Клименко[85], а півзахисник Максим Брагару, забивший перший м'яч у ворота команди «Рух», був визнан найкращим молодим гравцем туру[86].
- 15 липня 2020 р. Матч 24-го туру чемпіонату України «моряки» грали у Києві, де воні з рахунком 0:1 поступилися місцевій команді «Оболонь-Бровар»[87].
- 19 липня 2020 р. У грі 25-го туру національної першості «Чорноморець» вдома з рахунком 5:0 розгромив «Кремінь» з міста Кременчук[88]. Свої перші голи (2) у складі одеської команди забив Ігор Сікорський. «Sport Arena» в співпраці з компанією «Wyscout» включила в символічну збірну 25-го туру першої ліги двох гравців «Чорноморця», нападника Ігоря Сікорського і лівого півзахисника Дениса Янакова[89]. Янаков був також обраний гравцем туру[90].
- 23 липня 2020 р. Матч 26-го туру чемпіонату України «моряки» зіграли 0:0 в смт Петрове проти місцевої команди «Інгулець»[91].
- 28 липня 2020 р. У грі 27-го туру національної першості «Чорноморець» вдома зіграв внічию (2:2) проти клубу «Балкани» (Зоря)[92].

### Серпень2020
- 3 серпня 2020 р. Матч 28-го туру чемпіонату України «моряки» зіграли 0:0 в Харкові проти місцевої команди «Металіст 1925»[93].
- 7 серпня 2020 р. У грі 29-го туру національної першості «Чорноморець» вдома з рахунком 0:1 поступився команді «Агробізнес» з міста Волочиська[94].
- 13 серпня 2020 р. Останній офіційний матч сезону 2019/20 «моряки» грали у місті Запоріжжя, де у зустрічі 30-го туру чемпіонату України вони з рахунком 4:1 перемогли місцевий клуб МФК «Металург»[95]. Свій перший гол у складі одеської команди забив Олександр Михайліченко. «Sport Arena» в співпраці з компанією «Wyscout» включила в символічну збірну 30-го туру першої ліги двох гравців «Чорноморця» — лівого півзахисника Максима Брагару, нападника Романа Яловенко[96], а гол Олександра Михайліченко у ворота МФК «Металург» був визнан найкращим у турі[97].

## Чемпіонат України
Докладніше: Чемпіонат України з футболу 2019—2020: перша ліга

### Матчі[98]

#### Перше коло
| 1 тур 27.07.2019 / субота | «Черкащина-Академія» (Черкаси)                        | 1 : 3               | «Чорноморець» (Одеса)               | Україна, Черкаси                                             |  |
| 17:00 EET (UTC+2) +27°С | Погранічний 45+1' Цебро 57' Цебро 88' Домальчук 90+3' | протокол звіт відео | Аржанов 32' Павлов 54' Ярошенко 77' | Стадіон: «Центральний» Глядачі: 1 500 Суддя: В. Дорош (Київ) |  |
| «Черкащина-Академія»: Майборода - Домальчук, Цебро, Бурлін, Чорний, Цибульник, Бойко, Кошелюк (Малєй 77'), Погранічний (Эеленевич 77'), Сторчоус (Медвідь 65'), Фаюк (Тенжицький 82') Залишилися в запасі: Марченко, Шурубура, Антонюк, Лєнчінков Тренер: Олександр Кирилюк «Чорноморець»: Кожухар - Аржанов (Воронін 80'), Хамелюк, Васильєв, Ярошенко, Мусолітін (Ткачук 66'), Гошкодеря (Грачов 36'), Голіков, Норенков, Танчик, Коваленко (Павлов 46') Залишилися в запасі: Безотосний, Брагару, Войтіховський, Граматік Тренер: Ангел Червенков |                                                       |                     |                                     |                                                              |  |

| 2 тур 03.08.2019 / субота | «Чорноморець» (Одеса)                                                                      | 3 : 1               | «Гірник-спорт» (Горішні Плавні)                              | Україна, Одеса                                                 |  |
| 18:00 EET (UTC+2) +22°С | Мусолітін 5' Гошкодеря 27' Гошкодеря 29' Голіков 35' Аржанов 50' Коваленко 55' Аржанов 78' | протокол звіт відео | Кравчук 17' Деркач 33' Лиховидько 36' Суханов 89' Одарюк 90' | Стадіон: «Чорноморець» Глядачі: 1 918 Суддя: О. Шандор (Львів) |  |
| «Чорноморець»: Кожухар - Голіков, Васильєв (Грачов 62'), Гошкодеря (Войтіховський 83'), Норенков, Мусолітін (Хамелюк 71'), Ткачук, Коваленко (Воронін 59'), Ярошенко, Танчик (Павлов 46'), Аржанов Залишилися в запасі: Безотосний, Брагару, Велєв, Коваль Тренер: Ангел Червенков «Гірник-спорт»: Ситников - Пінчук, Кравчук, Деркач, Шопін, Ралюченко (Корольков 55'), Чепелюк, Лозовий (Одарюк 68'), Збунь (Суханов 74'), Батюшин , Лиховидько (Козлов 81') Залишилися в запасі: Данкович, Головко, Черниш, Корольков Тренер: Володимир Мазяр |                                                                                            |                     |                                                              |                                                                |  |

| 3 тур 10.08.2019 / субота | «Минай»                                               | 1 : 0               | «Чорноморець» (Одеса)                                      | Україна, Минай                                                |  |
| 17:00 EET (UTC+2) +30°С | Пиняшко 60' Стасюк 63' Маїк 90+5' Нурієв 90+5' (пен.) | протокол звіт відео | Коваленко 33' Норенков 90' Остапенко 90+4' Мусолітін 90+5' | Стадіон: «Минай-Арена» Глядачі: 1 500 Суддя: С. Лапко (Львів) |  |
| «Минай»: Попович - Сантос, Дмитренко, Гавриленко, Стасюк, Карноза (Микуляк 65'), Кополовець (Беца 69'), Пиняшко (Араужу 80'), Нурієв , Кіча (Страшкевич 46'), Гегедош (Маїк 64') Залишилися в запасі: Кулинич, Вагін, Глагола, Русин, Маткобожик, Допілка Тренер: Василь Кобін «Чорноморець»: Кожухар - Воронін, Гошкодеря, Остапенко, Норенков, Ткачук, Мусолітін, Танчик (Велєв 75'), Коваленко (Хамелюк 59'), Аржанов , Коваль (Павлов 46') Залишилися в запасі: Безотосний, Граматік, Войтіховський, Брагару, Голіков Тренер: Ангел Червенков |                                                       |                     |                                                            |                                                               |  |

| 4 тур 17.08.2019 / субота | «Чорноморець» (Одеса)                               | 0 : 1               | «Авангард» (Краматорськ)           | Україна, Одеса                                                   |  |
| 18:00 EET (UTC+2) +23°С | Гошкодеря 32' Коваль 42' Коваленко 45+2' Ткачук 46' | протокол звіт відео | Лобов 28' Воробєй 45+2' Брюхов 56' | Стадіон: «Чорноморець» Глядачі: 2 980 Суддя: О. Кальонов (Львів) |  |
| «Чорноморець»: Кожухар - Воронін, Гошкодеря, Остапенко, Велєв (Рижук 60'), Ткачук, Мусолітін (Хамелюк 76'), Танчик, Коваленко (Брагару 89'), Аржанов , Коваль (Павлов 46') Залишилися в запасі: Безотосний, Норенков, Грачов Тренер: Ангел Червенков «Авангард»: Денчук - Воробей (Ульянов 90+4'), Брюхов, Савін, Ємець, Полюлях, Сеницький, Лобов (Мирошник 90+2'), Собко (Моісеєнко 76'), Матяж (Кірієнко 74'), Яворський (Дедяев 82') Залишилися в запасі: Солдатенко, Бородай, Шаврін, Тищенко Тренер: Олександр Косевич |                                                     |                     |                                    |                                                                  |  |

| 5 тур 24.08.2019 / субота | «Волинь» (Луцьк)                                                                                 | 3 : 2               | «Чорноморець» (Одеса)                                                                                        | Україна, Луцьк                                              |  |
| 19:00 EET (UTC+2) +29°С | Кожанов 4' (пен.) Горопевшек 14' Сімінін 24' Волошинович 31' Неплях 33' Цюпа 45+2' Болденков 62' | протокол звіт відео | Воронін 2' Павлов 25' (пен.) Хамелюк 59' Гошкодеря 74' Норенков 79' Гошкодеря 86' Норенков 86' Аржанов 90+3' | Стадіон: «Авангард» Глядачі: 3 200 Суддя: М. Райда (Іршава) |  |
| «Волинь»: Неділько - Сімінін , Михалик (Карпенко 64'), Болденков, Цюпа, Курко, Неплях (Бартулович 46'), Волошинович (Климець 66'), Кожанов (Мельничук 84'), Хагназарі (Чачуа 74'), Горопевшек Залишилися в запасі: Леванідов, Стрижеус, Рябов, Ульянов, Богомаз, Пономар, Котляров Тренер: Андрій Тлумак «Чорноморець»: Безотосний, Воронін, Гошкодеря, Остапенко (Войтіховський 76'), Рижук (Велєв 90'), Ткачук, Мусолітін, Хамелюк, Коваленко (Норенков 6'), Аржанов , Павлов Залишилися в запасі: Кожухар, Грачов, Коваль, Брагару, Граматік Тренер: Ангел Червенков |                                                                                                  |                     | |                                                             |  |

| 6 тур 30.08.2019 / п'ятниця | «Чорноморець» (Одеса) | 3 : 2               | «Прикарпаття» (Івано-Франківськ)                                       | Україна, Одеса                                                     |  |
| 18:00 EET (UTC+2) +27°С | Танчик 6' Голіков 10' Войтіховський 22' Аржанов 45+2' Ярошенко 69' Коваленко 72' Ярошенко 73' Войтіховський 79' Хамелюк 83' | протокол звіт відео | Бочкур 20' Борисевич 33' Дитко 55' Худоб'як 60' Оринчак 61' Бочкур 88' | Стадіон: «Чорноморець» Глядачі: 2 720 Суддя: Р. Блавацький (Львів) |  |
| «Чорноморець»: Безотосний - Рижук, Васильєв (Войтіховський 10'), Гошкодеря, Голіков (Хамелюк 46'), Ткачук, Мусолітін, Коваленко (Брагару 90'), Ярошенко, Танчик, Аржанов Залишилися в запасі: Кожухар, Павлов, Велєв, Коваль, Граматік Тренер: Ангел Червенков «Прикарпаття»: Новак - Бойко (Хома 89'), Бочкур , Француз, Яневич (Януш 46'), Борисевич (Геник 72'), Оринчак, Семотюк (Дитко 46'), Цюцюра (Кузьмін 46'), Конкольняк, Худоб'як Залишилися в запасі: Вульчин, Пастух, Шпирка Тренер: Володимир Ковалюк | |                     |                                                                        |                                                                    |  |

| 7 тур 04.09.2019 / середа | МФК «Миколаїв»                                      | 0 : 0               | «Чорноморець» (Одеса) | Україна, Миколаїв                                                                |  |
| 19:00 EET (UTC+2) +16°С | Вітенчук 52' Семенов 62' Рогозинський 77' Берко 87' | протокол звіт відео | Ткачук 67' Павлов 88' | Стадіон: «Центральний», верхнє поле Глядачі: 1 000 Суддя: П. Дубровець (Житомир) |  |
| «Миколаїв»: Агаларов - Попов, Кушніренко, Киричук (Семенов 62'), Слінкін, Сондей (Кравченко 67'), Вітенчук, Рогозинський, Бугай (Куксенко 81'), Ковальов (Семеніна 76'), Войцеховський (Берко 58') Залишилися в запасі: Старченко, Горват, Билык, Сартіна, Швец, Росляков, Панасенко Тренер: Сергій Шищенко «Чорноморець»: Кожухар - Воронін, Рижук, Гошкодеря, Голіков (Велєв 68'), Ткачук, Мусолітін, Норенков, Ярошенко, Танчик, Аржанов (Павлов 88') Залишилися в запасі: Безотосний, Хамелюк, Коваль, Брагару, Остапенко, Граматік, Ковпак Тренер: Ангел Червенков |                                                     |                     |                       |                                                                                  |  |

| 8 тур 08.09.2019 / неділя | «Рух» (Львів)                              | 2 : 0               | «Чорноморець» (Одеса)     | Україна, Львів                                               |  |
| 17:30 EET (UTC+2) +21°С | Климчук 48' Климчук 72' Климчук 84' (пен.) | протокол звіт відео | Кожухар 81' Воронін 90+4' | Стадіон: «Скіф» Глядачі: 4 000 Суддя: О. Деревінський (Київ) |  |
| «Рух»: Мисак - Нємчанінов, Дуць , Заставний, Сідней (Леандро 76'), Копина, Брікнер (Мартинюк 90'), Калюжний, Русин (Бойчук 71'), Ернест (Кондраков 89'), Климчук (Синиця 89') Залишилися в запасі: Ільющенков, Шевчук, Никитюк, Банасевич Тренер: Леонід Кучук «Чорноморець»: Кожухар - Воронін, Рижук, Гошкодеря, Голіков, Ткачук, Мусолітін (Павлов 69'), Коваленко (Ковпак 61'), Ярошенко, Танчик (Брагару 75'), Аржанов Залишилися в запасі: Безотосний, Хамелюк, Велєв, Коваль, Норенков, Войтіховський Тренер: Ангел Червенков |                                            |                     |                           |                                                              |  |

| 9 тур 14.09.2019 / субота | «Чорноморець» (Одеса)                     | 0 : 1               | «Оболонь» (Київ)                     | Україна, Одеса                                                 |  |
| 18:00 EET (UTC+2) +25°С | Павлов 44' Войтіховський 67' Ярошенко 89' | протокол звіт відео | Безуглий 25' Ковбаса 73' Єфремов 85' | Стадіон: «Чорноморець» Глядачі: 2 200 Суддя: О. Шандор (Львів) |  |
| «Чорноморець»: Кожухар - Воронін, Войтіховський, Гошкодеря , Голіков, Ткачук, Мусолітін (Б. Коваленко 58'), Хамелюк (Коваль 77'), Ярошенко, Павлов (Аржанов 46'), Ковпак Залишилися в запасі: Безотосний, Граматік, Велєв, Брагару, Норенков, Остапенко Тренер: Ангел Червенков «Оболонь»: Федорівский - Батальський (Ковбаса 58'), Безуглий, Валєєв, Гуськов (Бровченко 74'), Єфремов, Мединський (Прокопенко 90+4'), Покотилюк, Терехов, К. Коваленко , Шевченко (Майданевич 68') Залишилися в запасі: Тюрін, Островський, Ульянченко Тренер: Сергій Ковалець |                                           |                     |                                      |                                                                |  |

| 10 тур 21.09.2019 / субота | «Кремінь» (Кременчук)                  | 2 : 4               | «Чорноморець» (Одеса)                                                  | Україна, Полтава                                       |  |
| 16:00 EET (UTC+2) +11°С | Воронченко 7' Єрмаченко 57' Ченбай 79' | протокол звіт відео | Аржанов 15' Коваленко 69' Ярошенко 74' Павлов 80' (пен.) Мусолітін 85' | Стадіон: «Локомотив» Глядачі: 500 Суддя: І. Бич (Київ) |  |
| «Кремінь»: Олійник - Сидоренко, Зозуля, Гончаренко, Ченбай, Скоблов (Масалов 60'), Воронченко, Єрмаченко (Удод 86'), Павлик, Кошман (Козьбан 63'), Тарануха Залишилися в запасі: Закорський, Астахов, Городенко, Куць, Будюк Тренер: Володимир Прокопиненко (в.о.) «Чорноморець»: Кожухар - Воронін, Гошкодеря , Войтіховський, Рижук (Голіков 78'), Ткачук, Хамелюк, Мусолітін (Норенков 87'), Ярошенко (Граматік 90'), Аржанов (Коваленко 62'), Ковпак (Павлов 66') Залишилися в запасі: Безотосний, Остапенко, Коваль Тренер: Віталій Старовік (в.о.) |                                        |                     |                                                                        |                                                        |  |

| 11 тур 29.09.2019 / неділя | «Чорноморець» (Одеса)                           | 0 : 3               | «Інгулець» (Петрове)                                                         | Україна, Одеса                                                 |  |
| 18:00 EET (UTC+2) +23°С | Воронін 10' Рижук 21' Голіков 64' Мусолітін 80' | протокол звіт відео | Сітчінава 32' Клименко 57' Синьогуб 80' Ковальов 81' Балан 83' Мішуренко 85' | Стадіон: «Чорноморець» Глядачі: 4 700 Суддя: К. Заброда (Київ) |  |
| «Чорноморець»: Кожухар - Воронін (Норенков 77'), Гошкодеря , Рижук, Голіков, Ткачук, Мусолітін, Аржанов (Коваленко 55'), Ярошенко (Хамелюк 60'), Танчик, Ковпак (Коваль 67') Залишилися в запасі: Безотосний, Семенів, Войтіховський, Васильєв Тренер: Віталій Старовік (в.о.) «Інгулець»: Шуст - Запорожець, Клименко (Елла 90'), Мішуренко (Акименко 86'), Козак (Коробка 78'), Павлов (Фатєєв 90'), Балан, Сітчінава (Щедрий 55'), Ковальов, Лупашко , Синьогуб Залишилися в запасі: Льопка, Писко, Кучеренко, Марчук, Ігнатьєв Тренер: Сергій Лавриненко |                                                 |                     |                                                                              |                                                                |  |

| 12 тур 05.10.2019 / субота | «Балкани» (Зоря) | 1 : 1               | «Чорноморець» (Одеса)                                                      | Україна, Зоря                                                           |  |
| 17:00 EET (UTC+2) +13°С | Паламар 19'      | протокол звіт відео | Танчик 25' Войтіховський 45+1' Войтіховський 45+2' Ткачук 55' Норенков 66' | Стадіон: імені Бориса Тропанця Глядачі: 3 100 Суддя: О. Титов (Донецьк) |  |
| «Балкани»: Паламарчук - Опря, Ільницький (Юречко 35'), Саламаха, М. Златов , Серденюк, Пархоменко, Антюх, Захаревич (Георгієв 46'), Паламар, Гранчар (Чернишов 46') Залишилися в запасі: Зеленський, Тропанець, Пєнов, Болокан, B. Златов Тренер: Андрій Пархоменко «Чорноморець»: Кожухар - Голіков, Васильєв, Войтіховський, Рижук, Ткачук, Хамелюк, Ярошенко, Норенков, Танчик, Коваль Залишилися в запасі: Безотосний, Ковпак, Остапенко, Аржанов, Семенів, Велєв, Долгов Тренер: Віталій Старовік (в.о.) |                  |                     |                                                                            |                                                                         |  |

| 13 тур 12.10.2019 / субота | «Чорноморець» (Одеса)               | 0 : 0               | «Металіст 1925» (Харків)                        | Україна, Одеса                                                      |  |
| 17:00 EET (UTC+2) +18°С | Танчик 17' Хамелюк 38' Васильєв 63' | протокол звіт відео | Давидов 24' Шершень 27' Савін 61' Єрмоленко 83' | Стадіон: «Чорноморець» Глядачі: 1 683 Суддя: А. Коваленко (Полтава) |  |
| «Чорноморець»: Безотосний - Голіков, Васільєв, Норенков, Рижук, Ткачук, Хамелюк, Ярошенко (Б. Коваленко 53'), Аржанов (Семенів 85'), Танчик, Коваль (Ковпак 59') Залишилися в запасі: Варакута, Кожухар, Остапенко, Воронін, Велєв Тренер: Віталій Старовік (в.о.) «Металіст 1925»: Сидоренко - Жук, Кравченко, Давидов (Єрмоленко 76'), Дехтяренко, Романов, Шершень, Цвіренко, Лукас (Прядун 67' (Єрмошенко 85')), Поспєлов, Савін Залишилися в запасі: Дьяков, I. Коваленко, Стороженко, Додо, Петров, Жданов Тренер: Андрій Демченко |                                     |                     |                                                 |                                                                     |  |

| 14 тур 19.10.2019 / субота | «Агробізнес» (Волочиськ)                | 2 : 0               | «Чорноморець» (Одеса) | Україна, Волочиськ                                             |  |
| 14:00 EET (UTC+2) +23°С | Кухарук 3' Кухарук 38' Педро Гарсія 84' | протокол звіт відео | Норенков 75'          | Стадіон: «Юність» Глядачі: 3 210 Суддя: О. Деревінський (Київ) |  |
| «Агробізнес»: Воробей - Бойчук, Курило, Палюх (Слотюк 73'), Гагун , Думанюк, Кухарук (Дідик 90'), Семенюк (Педро Гарсія 70'), Груша (Зінкевич 58'), Черненко, Сікорський (Семенець 65') Залишилися в запасі: Панченко, Чернобай, Вергун, Когут М., Когут І., Монрой, Юхимович Тренер: Олександр Іванов (в.о.) «Чорноморець»: Безотосний - Норенков, Васильєв (Остапенко 67'), Рижук, Голіков, Ткачук, Хамелюк, Коваленко, Ярошенко (Семенів 61'), Аржанов (Штогрін 77'), Ковпак Залишилися в запасі: Кожухар, Воронін, Велєв, Долгов, Брагару Тренер: Остап Маркевич |                                         |                     |                       |                                                                |  |

| 15 тур 26.10.2019 / субота | «Чорноморець» (Одеса)                         | 1 : 0               | МФК «Металург» (Запоріжжя)                       | Україна, Одеса                                                        |  |
| 17:00 EET (UTC+2) +11°С | Грачов 23' Голіков 35' Воронін 61' Ткачук 75' | протокол звіт відео | Дяченко 14' Бєлоусов 49' Мягков 75' Шевчук 90+3' | Стадіон: «Чорноморець» Глядачі: 2 100 Суддя: Д. Резніков (Кам'янське) |  |
| «Чорноморець»: Кожухар - Воронін (Велєв 63'), Гошкодеря , Грачов (Рижук 34'), Голіков, Ткачук, Хамелюк, Норенков (Семенів 76'), Ярошенко, Мусолітін (Долгов 87'), Аржанов (Штогрін 73') Залишилися в запасі: Варакута, Ратушняк, Тітаєвський, Брагару Тренер: Остап Маркевич «Металург»: Левченко - Бєлоусов (Петров 69'), Дьяченко, Сарапій , Мягков, Трояновський, Загоруйко (Кулинич 68'), Кропивний, Лихобабенко (Шевчук 80'), Разуваєв, Черній (Щебетун 76') Залишилися в запасі: Леонідов, Ковальчук, Рудич Тренер: Олексій Годін (в.о.) |                                               |                     |                                                  |                                                                       |  |

#### Друге коло
| 16 тур 03.11.2019 / неділя | «Чорноморець» (Одеса)                | 2 : 1               | «Черкащина-Академія» (Черкаси)                        | Україна, Одеса                                                  |  |
| 17:00 EET (UTC+2) +14°С | Норенков 11' Хамелюк 75' Семенів 80' | протокол звіт відео | Авер'янов 71' Малєй 73' Цибульник 84' Авер'янов 90+4' | Стадіон: «Чорноморець» Глядачі: 1 800 Суддя: О. Солов'ян (Київ) |  |
| «Чорноморець»: Кожухар - Долгов (Брагару 90'), Рижук, Гошкодеря , Вєлєв, Ткачук (Воронін 60'), Хамелюк, Норенков (Грачов 80'), Ярошенко (Семенів 46'), Мусолітін, Аржанов (Штогрін 85') Залишилися в запасі: Варакута, Ратушняк, Тітаєвський, Цуркан Тренер: Остап Маркевич «Черкащина-Академія»: Майборода - Чорний, Бурлин, Цебро, Кошелюк , Цибульник, Медвідь, Малєй (Антонюк 77'), Тищенко (Погранічний 84'), Сторчоус (Авер'янов 70'), Фаюк (Тенжицький 80') Залишилися в запасі: Марченко, Орел, Шурубура, Лєнчінков Тренер: Олександр Кирилюк |                                      |                     |                                                       |                                                                 |  |

| 17 тур 09.11.2019 / субота | «Гірник-Спорт» (Горішні Плавні)                                                 | 3 : 0               | «Чорноморець» (Одеса)                                     | Україна, Горішні Плавні                                             |  |
| 14:00 EET (UTC+2) +10°С | Білий 15' (пен.) Білий 23' Кравчук 41' Лиховидько 66' Петрусенко 72' Козлов 90' | протокол звіт відео | Гошкодеря 14' Рижук 19' Голіков 29' Брагару 39' Велєв 79' | Стадіон: «Юність» Глядачі: 700 Суддя: С. Задиран (Київська область) |  |
| «Гірник-Спорт»: Ситников - Суханов, Кравчук, Білий, Шопін, Лозовий (Одарюк 89'), Збунь (Котляр 73'), Лиховидько (Герасимець 90'), Батюшин , Петрусенко (Чепелюк 77'), Хомченко (Козлов 60') Залишилися в запасі: Данкович, Бичков, Ралюченко, Головко Тренер: Ігор Жабченко «Чорноморець»: Кожухар - Велєв, Грачов (Воронін 72'), Рижук, Голіков (Долгов 50'), Гошкодеря (Тітаєвський 87'), Хамелюк, Норенков (Штогрін 79'), Мусолітін, Брагару, Аржанов Залишилися в запасі: Варакута, Ратушняк, Семенів, Цуркан Тренер: Остап Маркевич |                                                                                 |                     |                                                           |                                                                     |  |

| 18 тур 16.11.2019 / субота | «Чорноморець» (Одеса)                                          | 1 : 1               | «Минай»                       | Україна, Одеса                                                    |  |
| 17:00 EET (UTC+2) +12°С | Долгов 11' Штогрін 17' Норенков 26' Ткачук 58' Мусолітін 90+4' | протокол звіт відео | Нурієв 12' (пен.) Жичиков 18' | Стадіон: «Чорноморець» Глядачі: 2 150 Суддя: К. Труханов (Харків) |  |
| «Чорноморець»: Кожухар, Вєлєв (Воронін 88'), Долгов, Рижук, Голіков, Ткачук, Хамелюк, Норенков (Семенів 77'), Мусолітін, Аржанов (Ярошенко 64'), Штогрін (Ковпак 84') Залишилися в запасі: Варакута, Ратушняк, Тітаєвський Тренер: Остап Маркевич «Минай»: Попович, Беца (Вагін 83'), Маткобожик, Допілка , Жичиков, Стасюк, Гавриленко, Нурієв (Кіча 90'), Шпак (Карноза 85'), Страшкевич (Глагола 57'), Гегедош (Пиняшко 69') Залишилися в запасі: Кулініч, Кополовець, Антоніо Сантос, Русин Тренер: Василь Кобін |                                                                |                     |                               |                                                                   |  |

| 19 тур 23.11.2019 / субота | «Авангард» (Краматорськ)                                          | 3 : 1               | «Чорноморець» (Одеса)               | Україна, Краматорськ                                    |  |
| 14:00 EET (UTC+2) -2°С | · Лобов 44' · Яворський 45' · Яворський 58' (пен.) · Мірошник 70' | протокол звіт відео | Штогрін 8' Гошкодеря 58' Долгов 68' | Стадіон: «Авангард» Глядачі: 386 Суддя: О. Сахно (Київ) |  |
| «Авангард»: Денчук (Якубенко 90') - Воробєй, Мірошник , Савін, Ульянов, Сеницький, Полюлях (Демченко 51'), Лобов, Ємец, Матяж (Кірієнко 80'), Яворський (Дедяєв 66') Залишилися в запасі: Брюхов, Моісеєнко, Шаврін, Куценко, Сухаров Тренер: Олександр Косевич «Чорноморець»: Кожухар - Велєв, Гошкодеря , Рижук, Голіков (Воронін 54'), Долгов, Хамелюк, Норенков, Аржанов (Тітаєвський 62'), Мусолітін, Штогрін Залишилися в запасі: Варакута, Плохотнюк, Ярошенко, Ковпак Тренер: Остап Маркевич |                                                                   |                     |                                     |                                                         |  |

| 20 тур 25.06.2020 / четвер | «Чорноморець» (Одеса)                                                               | 5 : 2               | «Волинь» (Луцьк)                                                  | Україна, Одеса                                               |  |
| 19:00 EET (UTC+2) +29°С | Авагімян 43' Клименко 48' (пен.) Брагару 54' Янаков 74' Яловенко 87' Яловенко 90+1' | протокол звіт відео | Цюпа 12' Курко 16' Волошинович 18' Цюпа 47' Чачуа 69' Климець 86' | Стадіон: «Чорноморець» Глядачі: 0 Суддя: Я. Козик (Мукачево) |  |
| «Чорноморець»: Паламарчук - Лиховидько, Микицей, Долгов (Зубейко 46'), Слінкін, Велєв, Клименко (Граматік 85'), Хамелюк, Авагімян (Янаков 57'), Брагару (Яловенко 80'), Сікорський (Штогрін 73') Залишилися в запасі: Мирний, Тітаєвський Тренер: Сергій Ковалець «Волинь»: Літовченко - Михалик (Ульянов 86'), Сімінін , Приндета, Цюпа, Мартинюк (Конкольняк 78'), Курко (Климець 72'), Чачуа, Хагназарі, Волошинович (Норенков 62'), Кожанов Залишилися в запасі: Леванідов, Кобзар, Сад Тренер: Андрій Тлумак |                                                                                     |                     |                                                                   |                                                              |  |

| 21 тур 30.06.2020 / вівторок | «Прикарпаття» (Івано-Франківськ)          | 0 : 1               | «Чорноморець» (Одеса)                     | Україна, Івано-Франківськ                          |  |
| 18:00 EET (UTC+2) +27°С | Сікач 6' Дитко 31' Хома 88' Семотюк 90+4' | протокол звіт відео | Штогрін 60' Лиховидько 68' Яловенко 90+5' | Стадіон: «Рух» Глядачі: 0 Суддя: М. Райда (Іршава) |  |
| «Прикарпаття»: Вульчин - Сікач, Пастух, Борисевич, Радульський (Лаврук 46'), Семотюк, Вацеба (Геник 69'), Сондей (Шпирка 61'), Воробчак (Павлюк 66'), Цюцюра (Хома 55'), Дитко Залишилися в запасі: Піцан, Бочкур, Василів, Дербах Тренер: Володимир Ковалюк «Чорноморець»: Паламарчук - Лиховидько, Микицей, Долгов (Зубейко 23'), Слінкін, Велєв, Клименко , Хамелюк (Граматік 83'), Брагару (Янаков 52'), Авагімян (Яловенко 58'), Сікорський (Штогрін 52') Залишилися в запасі: Варакута, Тітаєвський Тренер: Сергій Ковалець |                                           |                     |                                           |                                                    |  |

| 22 тур 05.07.2020 / неділя | «Чорноморець» (Одеса) | 0 : 0               | МФК «Миколаїв»                                   | Україна, Одеса                                                   |  |
| 19:00 EET (UTC+2) +32°С | Брагару 36'           | протокол звіт відео | Попов 25' Охрончук 53' Кравченко 57' Ульянов 75' | Стадіон: «Чорноморець» Глядачі: 0 Суддя: Д. Кузовлєв (Запоріжжя) |  |
| «Чорноморець»: Паламарчук - Зубейко, Лиховидько, Мікіцей, Слінкін, Велєв (Долгов 72'), Клименко , Хамелюк (Яловенко 57'), Брагару (Янаков 50'), Авагімян, Сікорський (Штогрін 57') Залишилися в запасі: Варакута, Тітаєвський, Граматік Тренер: Сергій Ковалець «Миколаїв»: Шеліхов - Ульянов, Кушніренко, Порох, Попов (Куксенко 34'), Охрончук (Росляков 78'), Вітенчук, Кравченко, Ковальов (Паламар 84'), Войцеховський (Зарічнюк 80'), Яворський (Черепущак 88') Залишилися в запасі: Агаларов, Швець, Біневський, Березянський Тренер: Ілля Близнюк |                       |                     |                                                  |                                                                  |  |

| 23 тур 11.07.2020 / субота | «Чорноморець» (Одеса)                                                                                 | 2 : 2               | «Рух» (Львів)                  | Україна, Одеса                                                  |  |
| 19:30 EET (UTC+2) +29°С | Брагару 9' Клименко 27' Граматік 67' Янаков 71' Микицей 74' Слінкін 75' Янаков 90+3' Паламарчук 90+3' | протокол звіт відео | Ернест 17' Мартинюк 76' (пен.) | Стадіон: «Чорноморець» Глядачі: 0 Суддя: А. Коваленко (Полтава) |  |
| «Чорноморець»: Паламарчук - Слінкін, Зубейко, Лиховидько, Микицей, Велєв (Долгов 77'), Брагару (Янаков 54'), Клименко , Хамелюк (Граматік 66'), Авагімян (Яловенко 77'), Сікорський (Штогрін 54') Залишилися в запасі: Мирний, Тітаєвський, Стрижак Тренер: Сергій Ковалець «Рух»: Мисак - Заставний, Дуць , Білий, Мисик, Копина, Мартинюк, Брікнер (Ардазішвілі 63' (Коробенко 85')), Климчук (Синиця 46'), Русин, Ернест Залишилися в запасі: Бандура, Марушка, Біленький, Кухаревич, Калугін, Калюжний Тренер: Іван Федик | |                     |                                |                                                                 |  |

| 24 тур 15.07.2020 / середа | «Оболонь» (Київ)                                                                   | 1 : 0               | «Чорноморець» (Одеса)               | Україна, Київ                                                         |  |
| 19:00 EET (UTC+2) +25°С | Слободян 35' (пен.) Федорівський 54' Савченко 62' Мединський 70' Батальський 90+3' | протокол звіт відео | Мікіцей 3' Брагару 32' Клименко 86' | Стадіон: «Оболонь-Арена» Глядачі: 0 Суддя: О. Омельченко (Слов'янськ) |  |
| «Оболонь»: Федорівський - Майданевич, Безуглий, Білий, Голіков (Мате 84'), Улянченко (Валєєв 46'), Савченко (Бровченко 81'), Гуськов (Гутті 55'), Слободян , Мединський (Ковбаса 75'), Батальський Залишилися в запасі: Литвиненко, Тюрін, Коваленко, Касімов, Островський, Прокопенко, Потопальський Тренер: Валерій Іващенко (в.о.) «Чорноморець»: Паламарчук - Зубейко, Мікіцей, Лиховидько, Велєв (Стрижак 68'), Клименко , Хамелюк (Яловенко 51'), Слінкін, Брагару (Янаков 46'), Штогрін (Сікорський 51'), Авагімян Залишилися в запасі: Варакута, Граматік, Тітаєвський Тренер: Сергій Ковалець |                                                                                    |                     |                                     |                                                                       |  |

| 25 тур 19.07.2020 / неділя | «Чорноморець» (Одеса)                                                                                                | 5 : 0               | «Кремінь» (Кременчук) | Україна, Одеса                                                |  |
| 19:00 EET (UTC+2) +30°С | Д. Янаков 2' Сікорський 27' (пен.) Сікорський 35' Лиховидько 57' Штогрін 59' Остапенко 65' Д. Янаков 67' Брагару 84' | протокол звіт відео | Козлов 48' Сула 48'   | Стадіон: «Чорноморець» Глядачі: 0 Суддя: М. Кривоносов (Київ) |  |
| «Чорноморець»: Паламарчук - Остапенко, Микицей , Лиховидько, Велєв, Зубейко (Долгов 51'), Авагімян (Стрижак 46'), Хамелюк (Граматік 51'), Д. Янаков, Яловенко (Брагару 61'), Сікорський (Штогрін 49') Залишилися в запасі: Варакута, Тітаєвський, Слінкін, Польовий, Клименко Тренер: Сергій Ковалець «Кремінь»: Закорський - Бичков, Курелєх , Головко, Дмитрієв (Черниш 40') Литвяк (Бафталовський 46'), Козлов (Білоус 59'), Лобода, Кривенко (Марчук 46'), Сула (І. Янаков 63') Залишилися в запасі: Фастов Тренер: Сергій Свистун | |                     |                       |                                                               |  |

| 26 тур 23.07.2020 / середа | «Інгулець» (Петрове)    | 0 : 0               | «Чорноморець» (Одеса)                   | Україна, Петрове                                          |  |
| 17:00 EET (UTC+2) +27°С | Балан 38' Коваленко 61' | протокол звіт відео | Клименко 13' Лиховидько 80' Зубейко 87' | Стадіон: «Інгулець» Глядачі: 0 Суддя: В. Романов (Дніпро) |  |
| «Інгулець»: Шуст - Кучеренко, Балан (Фатєєв 89'), Запорожець, Козак (Коваленко 60'), Бартуловіч (Щедрий 85'), Павлов, Лупашко , Синьогуб (Квасний 86'), Мішуренко, Сітчінава (Коробка 79') Залишилися в запасі: Льопка, Сениця, Загальський, Мкомола, Плохотнюк, Зеленський Тренер: Сергій Лавриненко «Чорноморець»: Паламарчук - Лиховидько, Остапенко, Клименко , Микицей, Граматік, Янаков, Авагімян (Яловенко 65' (Долгов 90'), Зубейко, Сікорський (Штогрін 65'), Велєв Залишилися в запасі: Варакута, Польовий, Стрижак, Тітаєвський Тренер: Сергій Ковалець |                         |                     |                                         |                                                           |  |

| 27 тур 28.07.2020 / вівторок | «Чорноморець» (Одеса)                                      | 2 : 2               | «Балкани» (Зоря)                                   | Україна, Одеса                                                |  |
| 19:00 EET (UTC+2) +30°С | Остапенко 4' Сікорський 14' Юречко 90' (авт.) Авагімян 90' | протокол звіт відео | Фаюк 17' (пен.) Юречко 74' Болокан 84' Болокан 90' | Стадіон: «Чорноморець» Глядачі: 0 Суддя: К. Труханов (Харків) |  |
| «Чорноморець»: Паламарчук - Остапенко, Микицей , Лиховидько, Зубейко, Хамелюк (Граматік 64'), Авагімян (Тітаєвський 90'), Велєв (Долгов 64'), Янаков, Брагару (Яловенко 79'), Сікорський (Штогрін 64') Залишилися в запасі: Варакута, Стрижак, Польовий Тренер: Сергій Ковалець «Балкани»: Лободров - Сидоренко, Юречко, Ніколишин, Серденюк, Платунов (Тропанець 66'), В. Златов , Пархоменко, Сілва Роша Додо (Болокан 58'), Луїс Фернандо (Шуховцев 88'), Фаюк Залишилися в запасі: Демський, Лукаш, Пєнов, Де Олівейра Кунья Лукас, M. Златов Тренер: Андрій Пархоменко |                                                            |                     |                                                    |                                                               |  |

| 28 тур 03.08.2020 / понеділок | «Металіст 1925» (Харків)                    | 0 : 0               | «Чорноморець» (Одеса)                                 | Україна, Харків                                           |  |
| 19:00 EET (UTC+2) +25°С | Цвіренко 37' Дерек 45' Савін 60' Чідера 74' | протокол звіт відео | Клименко 33' Зубейко 70' Остапенко 82' Авагімян 90+1' | Стадіон: «Металіст» Глядачі: 0 Суддя: В. Романов (Дніпро) |  |
| «Металіст 1925»: Сидоренко - Осман, Шершень, Цвіренко, Ченбай, Кольцов, Банасевич (Чідера 65'), Савін, Дерек, Ямполь , Єрмоленко (Дехтяренко 73') Залишилися в запасі: Бєліменко, Дьяков, Жук, Коваленко, Давидов, Стороженко Тренер: В'ячеслав Хруслов (в.о.) «Чорноморець»: Варакута - Микицей, Лиховидько, Тітаєвський (Велєв 67'), Зубейко, Хамелюк (Брагару 46'), Клименко , Авагімян, Яловенко (Граматік 61'), Сікорський (Штогрін 61') Залишилися в запасі: Паламарчук, Стрижак, Долгов Тренер: Сергій Ковалець |                                             |                     |                                                       |                                                           |  |

| 29 тур 07.08.2020 / п'ятниця | «Чорноморець» (Одеса)        | 0 : 1               | «Агробізнес» (Волочиськ) | Україна, Одеса                                              |  |
| 17:30 EET (UTC+2) +33°С | Микицей 57' Лиховидько 90+3' | протокол звіт відео | Кухарук 53'              | Стадіон: «Чорноморець» Глядачі: 0 Суддя: С. Бойко (Іванків) |  |
| «Чорноморець»: Паламарчук - Зубейко, Микицей, Лиховидько, Велєв (Долгов 46'), Тітаєвський (Хамелюк 76'), Авагімян, Клименко , Граматік (Стрижак 46'), Брагару (Штогрін 51'), Сікорський (Яловенко 80') Залишилися в запасі: Варакута, Польовий Тренер: Сергій Ковалець «Агробізнес»: Мозіль - Курило , Думанюк (Груша 80'), Бойчук, Петров (Семенець 69'), Слотюк, Гагун, Кухарук (Косовський 84'), Когут М. (Когут І. 64'), Юхимович, Черненко (Семенюк 62') Залишилися в запасі: Воробей, Захарченко Тренер: Олександр Чижевський |                              |                     |                          |                                                             |  |

| 30 тур 13.08.2020 / четвер | МФК «Металург» (Запоріжжя) | 1 : 4               | «Чорноморець» (Одеса)                                                                 | Україна, Запоріжжя                                                |  |
| 17:30 EET (UTC+2) +23°С | Скоблов 49' Черній 73'     | протокол звіт відео | Тітаєвський 18' Штогрін 47' Хамелюк 51' Яловенко 76' Остапенко 79' Михайліченко 90+2' | Стадіон: «Славутич-Арена» Глядачі: 0 Суддя: Р. Блавацький (Львів) |  |
| МФК «Металург»: Котляров - Сухар (Лихобабенко 84'), Сухіна, Сарапій , Кравченко, Скоблов (Лапко 70'), Трояновський (Шалфеєв 56'), Бєлоусов, Сачко (Разуваєв 56'), Могильний, Щебетун (Черній 64') Залишилися в запасі: Леонідов, Олійник, Сидоров, Бобров, Шевчук, Кулинич, Кораблін Тренер: Олексій Годін (в.о.) «Чорноморець»: Варакута - Остапенко, Граматік, Польовий, Долгов, Тітаєвський, Хамелюк , Стрижак, Яловенко (Михайліченко 87'), Брагару (Плачков 82'), Штогрін Залишилися в запасі: Паламарчук, Авагімян Тренер: Сергій Ковалець |                            |                     |                                                                                       |                                                                   |  |

### Загальна статистика
| Загалом | Загалом | Загалом | Загалом | Загалом | Загалом | Загалом | Загалом | Вдома | Вдома | Вдома | Вдома | Вдома | Вдома | На виїзді | На виїзді | На виїзді | На виїзді | На виїзді | На виїзді |
| І       | В       | Н       | П       | ГЗ      | ГП      | РГ      | О       | В     | Н     | П     | ГЗ    | ГП    | РГ    | В         | Н         | П         | ГЗ        | ГП        | РГ        |
| ------- | ------- | ------- | ------- | ------- | ------- | ------- | ------- | ----- | ----- | ----- | ----- | ----- | ----- | --------- | --------- | --------- | --------- | --------- | --------- |
| 30      | 10      | 9       | 11      | 40      | 37      | +3      | 39      | 6     | 5     | 4     | 24    | 17    | +7    | 4         | 4         | 7         | 16        | 20        | −4        |

### Результати по турах[98]
| Тур       | 1 | 2 | 3 | 4 | 5  | 6 | 7 | 8 | 9  | 10 | 11 | 12 | 13 | 14 | 15 | 16 | 17 | 18 | 19 | 20 | 21 | 22 | 23 | 24 | 25 | 26 | 27 | 28 | 29 | 30 |
| --------- | - | - | - | - | -- | - | - | - | -- | -- | -- | -- | -- | -- | -- | -- | -- | -- | -- | -- | -- | -- | -- | -- | -- | -- | -- | -- | -- | -- |
| Поле      | В | У | В | У | В  | У | В | В | У  | В  | У  | В  | У  | В  | У  | У  | В  | У  | В  | У  | В  | У  | У  | В  | У  | В  | У  | В  | У  | В  |
| Результат | В | В | П | П | П  | В | Н | П | П  | В  | П  | Н  | Н  | П  | В  | В  | П  | Н  | П  | В  | В  | Н  | Н  | П  | В  | Н  | Н  | Н  | П  | В  |
| Місце     | 2 | 2 | 2 | 8 | 11 | 7 | 9 | 9 | 10 | 9  | 9  | 10 | 11 | 12 | 10 | 9  | 10 | 10 | 10 | 10 | 10 | 10 | 10 | 10 | 10 | 10 | 10 | 10 | 10 | 10 |

Поле: У - удома; В - виїзд
Результат: В - виграш; Н - нічия; П - поразка

### Гравці команди в турнірі
Воротарі

Безотосний 4 матча (-7), Варакута 2 (-1), Кожухар 15 (-21), Паламарчук 9 (-8).

Захисники
 
Васильєв 6, Велєв 20, Войтіховський 6, Воронін 15, Голіков 15, Гошкодеря 16 (2), Грачов 5, Долгов 14, Зубейко 10, Лиховидько 10, Микицей 10, Остапенко 9, Полевой 1, Рижук 15, Слінкін 5.

Півзахисники
 
Авагімян 10 (1), Аржанов 19 (4), Брагару 15 (2), Граматик 10, Клименко 8 (1), Коваленко 12, Михайличенко 1 (1), Мусолітін 16 (2), Норенков 15 (2), Плачков 1, Стрижак 4, Танчик 10 (2), Ткачук 17 (1), Тітаєвський 6, Хамелюк 27 (2), Ярошенко 14 (3).

Нападники

Коваль 6, Ковпак 7, Павлов 9 (3), Семенів 6, Сікорський 10 (3), Штогрін 17 (3), Янаков 8 (4), Яловенко 11 (3).

Автогол — Юречко («Балкани») 1.

## Кубок України
Докладніше: Кубок України з футболу 2019—2020

### Матчі[98]
| 1/16 фіналу 25.09.2019 / середа | МФК «Миколаїв»                                     | 1 : 0                      | «Чорноморець» (Одеса)                                                             | Україна, Миколаїв                                                    |  |
| 15:00 EET (UTC+2) +17°С | Панасенко 65' Бугай 75' Панасенко 78' Семенина 90' | протокол (рос.) звіт відео | Велєв 21' Прильопа 35' Семенів 58' Войтіховський 85' Павлов 88' 88' Коваленко 90' | Стадіон: парка Перемоги Глядачі: 1 500 Суддя: А. Коваленко (Полтава) |  |
| «Миколаїв»: Старченко - Сартіна (Попов 54'), Кушніренко, Семенов, Слінкін (Горват 34'), Вітенчук, Рогозинський, Семенина , Панасенко, Кравченко, Берко (Бугай 65') Залишилися в запасі: Крюков, Ковальов, Сондей, Кіричук Тренер: Сергій Шищенко «Чорноморець»: Безотосний - Норенков, Остапенко, Войтіховський, Велєв (Голіков 83'), Хамелюк, Долгов, Семенів, Коваль (Павлов 72'), Штогрін (Коваленко 59'), Прильопа Залишилися в запасі: Варакута, Цуркан, Брагару Тренер: Віталій Старовик (в. о.) |                                                    |                            |                                                                                   |                                                                      |  |

## Статистика сезону

### Капітани команди
| Чемпіонат України (30) | Кубок України (1) | Загалом (31) |        |
| Володимир Аржанов      | 9 (18)            | - (-)        | 9 (18) |
| Владислав Клименко     | 8 (8)             | - (-)        | 8 (8)  |
| Віталій Гошкодеря      | 7 (15)            | - (-)        | 7 (15) |
| Дмитро Безотосний      | 2 (4)             | 1 (1)        | 3 (5)  |
| Станіслав Микицей      | 2 (8)             | - (-)        | 2 (8)  |
| Андрій Кожухар         | 1 (15)            | - (-)        | 1 (15) |
| Владислав Хамелюк      | 1 (27)            | - (1)        | 1 (28) |

### Воротарі команди

#### «Сухі»матчі
| Воротар            | Чемпіонат України | Кубок України | Загалом |
| ------------------ | ----------------- | ------------- | ------- |
| Олексій Паламарчук | 4                 | -             | 4       |
| Андрій Кожухар     | 2                 | -             | 2       |
| Дмитро Безотосний  | 1                 | -             | 1       |
| Данило Варакута    | 1                 | -             | 1       |
| ВСЬОГО             | 8                 | -             | 8       |

## Виноски
1. ↑  Починаючи з 13 травня 2020 року.
2. ↑  До 12 травня 2020 року.
3. ↑  в.о. до 13 жовтня 2019 року.
4. ↑  До 16 вересня 2019 року.
5. ↑  Починаючи з 16 травня 2020 року.
6. ↑  Починаючи з 9 липня 2020 року.
7. ↑  Починаючи з 29 травня 2020 року.
8. ↑  Починаючи з 21 жовтня 2019 року.
9. ↑  Починаючи з 24 жовтня 2019 року.
10. ↑  Починаючи з 6 січня 2020 року.
11. 1 2  Починаючи з липня 2019 року.